# Anja
Anja er et dansk pigenavn og betyder "ynde". Navnet findes i nærtbeslægtede varianter, herunder Ania, Annia og Anya. Oprindelsen er en russisk kæleform for Anna/ Anne – Anya, som er en latinsk udgave af det hebræiske Hannah. 
Det stammer også fra de hebraiske ord "nåde" og "gunst": Channah Det er mest brugt i Skandinavien, Tyskland og Slovenien. I engelske og alle spanske skrivemåder er det Anya, man bruger. 
I Danmark findes der omkring 10.500 kvinder med navnet, ifølge Danmarks Statistik.
Navnet Anja har i Danmark ikke nogen navnedag.

## Kendte personer med navnet
- Anja Andersen, dansk håndboldspiller og -træner.
- Anja Cetti Andersen, dansk astronom og astrofysiker.
- Anja Pärson, svensk professionel alpin skiløber.
- Anja Philip, dansk videnskabsjournalist.

## Navnet anvendt i fiktion
- Filmene Anja og Viktor, henholdsvis 1999, 2001, 2003, 2007 og 2008